# 光之庭
《光之庭》是日本漫畫家亚鸟硅子的短篇漫畫集。原作於1997年由新書館出版，ISBN 4-403-61478-7。中文版於2000年由東立出版，ISBN 957-34-9324-1。

## 篇名
- 光之庭
- 蜜月
- 我的閃亮小星星
- 月亮、放火魔和七隻大黑狗

## 內容簡介
「光之庭」優秀得不像人的阿亨，有天醒來忽然說自己是外星人要回自己的星球，可憐的弟弟匠只好跟在阿亨後面，收拾他做出的各種怪異舉動之殘局。